# وحشی جنگل
وحشی جنگل فیلمی به کارگردانی روبرت اکهارت و نویسندگی فریدون گله محصول سال ۱۳۵۰ است.

## خلاصه داستان
کودکی ناپدید می‌شود. این کودک در جنگل با حیوانات وحشی خو گرفته و با آن‌ها به سر می‌برد و موجودی با خصلت حیوانات وحشی می‌شود، به نحوی که وقتی او را در نوجوانی می‌یابند و سعی می‌کنند به شهر برگردانده و با تمدن آشنایش کنند با عکس‌العمل و مخالفت شدیدش روبرو می‌شوند. همهٔ نقشه‌ها و تدابیر مسئولین به نتیجه نمی‌رسد جز محبت‌های یک زن که مخالف سوء استفاده از وجود جوان است و سرانجام کوشش‌ها نیز نتیجه می‌دهد.

## بازیگران
- فیروز
- آرزو
- اسدالله یکتا
- حسین گیل
- داریوش اسدزاده
- منوچهر ژیان
- فرنگیس فروهر
- مرتضی احمدی